# Bataillon spécial séparé d'Itchkérie
Le bataillon spécial séparé du ministère de la Défense de la république tchétchène d'Itchkérie est une formation commando militaire de volontaires tchétchènes, opérant dans le cadre de la légion internationale pour la défense territoriale de l'Ukraine. C'est l'une des nombreuses formations armées de volontaires tchétchènes, créée par Akhmed Zakaïev le 29 juillet 2022, sur la base d'une formation tchétchène qui combat aux côtés des forces armées ukrainiennes depuis l'invasion russe de l'Ukraine.

## Historique
Le 29 juillet 2022, lors d'une réunion avec les dirigeants des volontaires tchétchènes à Kyïv, Akhmed Zakaïev annonce la création d'une nouvelle formation armée tchétchène du côté des forces armées ukrainiennes,.
Cette formation est nommée OBON (bataillon séparé à vocation spéciale, Separate Special Purpose Battalion) et incluse dans la légion internationale pour la défense territoriale de l'Ukraine. Selon Zakaïev lui-même, au fur et à mesure de l'agrandissement du bataillon, celui-ci sera transformé en une « brigade spéciale séparée » dans le cadre de la légion internationale,.
L'unité est subordonnée au ministère de la Défense du gouvernement de la république tchétchène d'Itchkérie à l'étranger, dirigée par Zakaïev. Il comprend des combattants parmi les représentants de la nationalité tchétchène qui servent dans l'armée ukrainienne, ainsi que des volontaires de la diaspora tchétchène en Europe et à l'étranger.
L'officier de l'armée ukrainienne Khadzhi-Mourat Zoumsoevsky, qui a servi pendant plusieurs années dans les rangs des Forces armées de l'Ukraine, est nommé commandant du bataillon. Son adjoint est Khavazhi Amaïev, vétéran de la seconde guerre russo-tchétchène et de la guerre civile syrienne.

### Participation à la guerre russo-ukrainienne
Début août 2022, le bataillon participe aux combats dans la région de Donetsk en Ukraine. En août-septembre 2022, le bataillon participe à la contre-offensive ukrainienne des régions du sud. Le 13 mai 2023, Houssein Dzhambetov fait défection du côté russe.
Le 15 mars 2024, le commandant Roustam Ajiev annonce le début d'activités de sabotage en Russie. Plus tard dans la journée, les groupes posent pour des photos en brandissant leurs drapeaux respectifs sur le bâtiment administratif de Kozinka. À la mi-mars 2024, l'unité participe à un raid en territoire russe, dans l'oblast de Belgorod.

## Commandants
- Roustam Azhiev : colonel des Forces armées de la RTI[11]
- Hadji-Mourad Zpumso : commandant de bataillon[1]
- Khavazhi Amaïev : commandant adjoint du bataillon[5]
- Houssein Dzhambetov : commandant d'un groupe dans le bataillon[2]
- Mouslim Sadaïev : capitaine des forces armées de la RTI[5]